# 獲加·斯高貝
獲加·斯高貝（英語：Walker Scobell，2009年1月5日—），是一位美國男演員，因主演2022年的Netflix電影《超時空亞當計劃》和Paramount+電影《秘密總部：爹哋俠》而知名，並將會在2024年Disney+電視劇《波西傑克森》中出演男主角波西傑克森。

## 早年
斯高貝出生於一個軍人家庭，與父母、姐姐和弟弟一同於賓夕凡尼亞州費爾維尤鎮居住，目前正就讀於當地的費爾維尤初中（Fairview Middle School）。

## 表演生涯
2020年8月，斯高貝參與了Netflix電影《超時空亞當計劃》的試鏡，因其能輕易模仿主演萊恩·雷諾斯而從數以百計的童星中脫穎而出，獲選出演少年時期的雷諾斯，並在2020年11月開始拍攝工作。該電影於2022年3月上映，其中斯高貝的表現備受讚譽，雷諾斯本人亦稱讚他的表現出色，而斯高貝將他能生動地模仿雷諾斯的本領歸因於對《死侍》電影系列的熱愛。斯高貝隨後又參演了2022年Paramount+電影《秘密總部：爹哋俠》，與歐文·威爾森共同擔任主演，他的演技和與其他演員合作時產生的火花再度獲得好評
。
2022年1月，即在《超時空亞當計劃》上映的數個月前，斯高貝亦參與了Disney+電視劇《波西傑克森》的試鏡。兼任執行製作人的原著作者雷克·萊爾頓形容斯高貝演繹主角波西傑克森的表現使劇組大為驚訝，因此他們立即錄取了他，並在同年4月對外宣佈。

## 作品列表

### 電影
| 年份 | 標題             | 角色                | 註   |
| ---- | ---------------- | ------------------- | ---- |
| 2022 | 超時空亞當計劃   | 年輕的亞當·瑞德（Young Adam Reed） | 主演 |
| 2022 | 秘密總部：爹哋俠 | 查理·金凱德（Charlie Kincaid）     | 主演 |

### 電視劇
| 年份 | 標題       | 角色       | 註   |
| ---- | ---------- | ---------- | ---- |
| 2024 | 波西傑克森 | 波西傑克森 | 主演 |

## 外部連結
- 獲加·斯高貝在互联网电影资料库（IMDb）上的資料（英文）
- 獲加·斯高貝的Instagram帳戶
- 獲加·斯高貝的X（前Twitter）